# Kmehlen
Kmehlen ist ein Ortsteil der Gemeinde Priestewitz im Landkreis Meißen in Sachsen.

## Geografie und Verkehrsanbindung
Der Ort liegt südwestlich des Kernortes Priestewitz an der Kreisstraße K 8553. Nordwestlich erstreckt sich das Naturschutzgebiet Seußlitzer Grund. Westlich fließt die Elbe, östlich verläuft die B 101. Zwischen Kmehlen und Wistauda hat der Seußlitzer Bach, ein rechter Zufluss der Elbe, seine Quelle. Eine Buslinie verbindet Kmehlen unter anderem mit Großenhain und Priestewitz.

## Geschichte

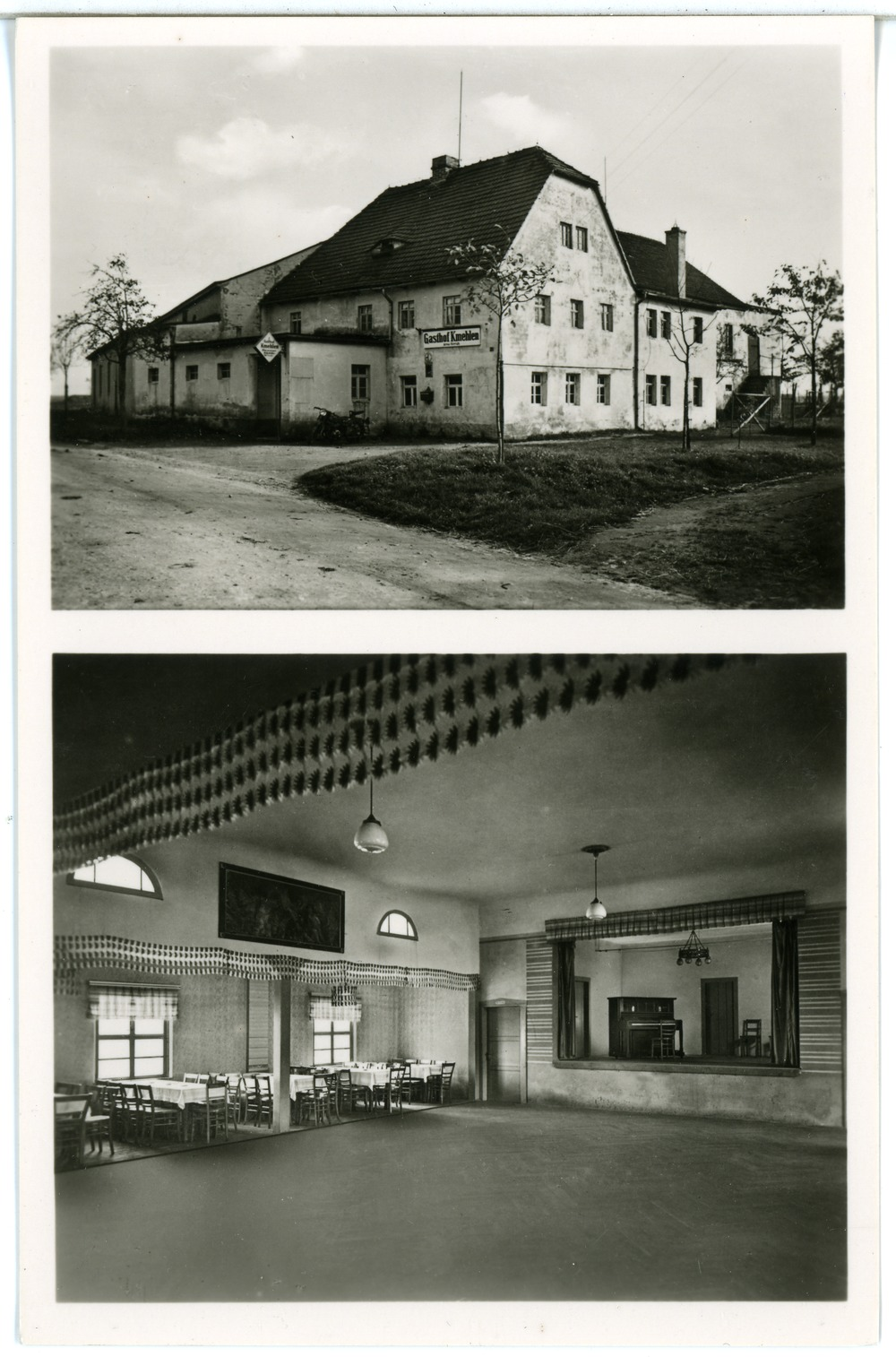
Kmehlen auf einer Ansichtskarte des Meißner Kunstverlags Brück & Sohn (1937).

In der Umgebung von Kmehlen gibt es zahlreiche Anzeichen frühzeitlicher Besiedelung. Der Ort selbst liegt im Siedlungsgebiet von Ende des 6. Jahrhunderts eingewanderter Slawen. So ist auch der Name Kmehlen vermutlich slawischen Ursprungs und könnte vom Wort chmel für Hopfen hergeleitet worden sein. Kmehlen wurde erstmals 1282 als Zmelin urkundlich erwähnt. Angelegt wurde der Ort als Platzgassendorf mit Block- und Gewanneflur. Im Laufe der Zeit wurde Kmehlen mehrmals unter verschiedenen Variationen dieses Namens erwähnt, bis es 1791 seinen heutigen Namen erhielt. Weitere Formen des Ortsnamens waren: Zmelin (1282), Zmelin (1291), Kmelyn (1378), Cmelin (1406), Gmelin (1466), Cmellen (1539), Qmelen (1547) und schließlich Kmehlen im Jahre 1791.
Die Größe des Ortes wurde um 1406 mit 21 Hufen angegeben. 1840 werden 206 Einwohner und 33 Feuerstätten erwähnt. Ansässig waren hier in jener Zeit unter anderem je ein Maurer, Schmied, Böttcher, Wagner, Schumacher und zwei Schneider. Eingepfarrt war Kmehlen seit der Mitte des 16. Jahrhunderts nach Wantewitz. Ebenso wurden die Kinder des Dorfes ursprünglich dort eingeschult.
1956 wurde im Ort eine LPG gegründet, die mehrmals von ausländischen Delegationen besucht wurde.
Im Jahre 1923 wurde die Nachbargemeinde Baselitz nach Kmehlen eingemeindet. 1960 folgte dann auch Laubach. Am 1. Januar 1973 wurden Gävernitz und Kmehlen zu der Gemeinde Kmehlen-Gävernitz zusammengeschlossen. Seit dem 1. Januar 1994 gehört Kmehlen zur Gemeinde Priestewitz.

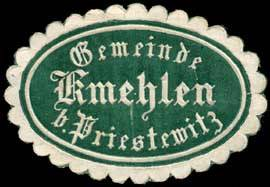
Alte Siegelmarke von Kmehlen (datiert zwischen 1850 und 1923)

## Kultur und Sehenswürdigkeiten
In der örtlichen Denkmalliste sind mehrere historische Denkmäler und Gebäude verzeichnet. Unter Denkmalschutz stehen hier unter anderem Wohnstallhaus, Scheune und Torpfeiler eines Dreiseitenhofes in der Hauptstraße 26, deren Entstehung auf das Jahr 1876 datiert wird. Beim Wohnstallhaus handelt es sich um einen zweigeschossigen Putzbau mit Sandstein-Fenstergewänden und Satteldach. Die Scheune ist eingeschossig ausgeführt und ebenfalls mit einem Satteldach versehen.
Weitere unter Denkmalschutz befindliche Gebäude sind in der Hauptstraße 29 zu finden. Während hier das zweigeschossige Wohnstallhaus im Jahre 1866 errichtet wurde, stammt ein einst als Ausgedingehaus dienende Seitengebäude noch aus dem Jahre 1838. Dieses Gebäude wurde ebenfalls zweigeschossig ausgeführt und mit einem Krüppelwalmdach versehen. Die vorhandene eingeschossige Scheune besitzt ein Mansarddach.
Weiters steht im Ort das im Jahre 1852 errichtete Wohnhaus am Kirchweg 4 unter Denkmalschutz. Dieses Gebäude ist zweigeschossig und mit einem Satteldach versehen.
Zu den aktiven Vereinen im Ort zählen der Landsportverein - LSV Kmehlen, der Jugend- und Ortsverein Kmehlen und die 1942 begründete Ortsgruppe der Freiwilligen Feuerwehr.